# 埼玉建興
埼玉建興株式会社（さいたまけんこう、SaitamaKenko Construction Co.,Ltd）は、埼玉県川口市に本社を置く総合建設業（ゼネコン）。事業を拡大させず、主に埼玉、東京、千葉、神奈川等の関東圏に中高層マンション等を建築している。また、主な施工実績として川口総合文化センター、戸田競艇場、エルザタワー55等がある。